# Чемпионат Европы по бейсболу
Чемпионаты Европы по бейсболу — соревнования сильнейших национальных бейсбольных мужских и женских сборных стран-членов WBSC Европа. Соревнования проводятся для мужских команд с 1954, для женских — с 2019 года. Периодичность проведения мужских турниров неоднократно менялась: с 1967 года — один раз в два года по нечётным годам, с 2010 — по чётным, с 2021 — вновь по нечётным. Для женских турниров с 2022 периодичность — один раз в два года не чётным годам.